# Liste der Baudenkmäler in Steinach (Niederbayern)
Auf dieser Seite sind die Baudenkmäler in der niederbayerischen Gemeinde Steinach zusammengestellt. Diese Tabelle ist eine Teilliste der Liste der Baudenkmäler in Bayern. Grundlage ist die Bayerische Denkmalliste, die auf Basis des Bayerischen Denkmalschutzgesetzes vom 1. Oktober 1973 erstmals erstellt wurde und seither durch das Bayerische Landesamt für Denkmalpflege geführt wird. Die folgenden Angaben ersetzen nicht die rechtsverbindliche Auskunft der Denkmalschutzbehörde.

## Baudenkmäler nach Ortsteilen

### Steinach
| Lage                                                                | Objekt                              | Beschreibung | Akten-Nr.     | Bild                        |
| ------------------------------------------------------------------- | ----------------------------------- | --- | ------------- | --------------------------- |
| August-Schmieder-Straße 21; Nähe August-Schmieder-Straße (Standort) | Schloss Steinach                    | Zweigeschossige Anlage mit Polygontürmchen an der Südecke und Schlosskapelle im nördlichen Erdgeschoss, ab 1549 westlich von einem Vorgängerbau errichtet, 1902/08 nach Plänen von Gabriel von Seidl umgebaut; mit Ausstattung Wirtschaftsgebäude des Schloss- und Betriebshofes: Ehemaliger Ross- und Ochsenstall, erdgeschossiger abgewinkelter Satteldachbau mit böhmischen Gewölben, erste Hälfte 19. Jahrhundert, 1906 erweitert, an der Südseite des Schlosshofes Ehemaliger Kuhstall (Schweizerei), langgestreckter Satteldachbau, 1906 von Iwan Bartky nach Plänen Gabriel von Seidls errichtet, an der Ostseite des Schlosshofes Ehemalige Scheune, gemauerter Satteldachbau mit ursprünglich offenen Erdgeschossarkaden, erste Hälfte 19. Jahrhundert, an der Nordseite des Betriebshofes | D-2-78-190-1  | weitere Bilder              |
| August-Schmieder-Straße 38 (Standort)                               | Ehemaliges Benefiziatenhaus         | zweigeschossiger Putzbau mit Krüppelwalmdach, Ende 18. Jahrhundert; hier lebte und wirkte der Volkskundler und Heimatforscher Pfarrer Josef Schlicht | D-2-78-190-16 | Ehemaliges Benefiziatenhaus |
| Hafnerstraße 3a (Standort)                                          | Katholische Pfarrkirche St. Michael | Chor und Langhaus spätgotisch, nach Westen modern verlängert, Turm barockisiert; mit Ausstattung | D-2-78-190-2  | weitere Bilder              |
| Nähe Kellerbergstraße (Standort)                                    | Windmühle                           | Ehemalige Turmwindmühle nach holländischem Vorbild, erhaltenes konisches Mühlenhaus mit segmentbogigen Öffnungen, Bruchstein- und Ziegelmauerwerk, um 1850. | D-2-78-190-17 | Windmühle                   |
| (Standort)                                                          | Feldkapelle                         | beim Hohen Kreuz, zweite Hälfte 18. Jahrhundert | D-2-78-190-3  | Feldkapelle                 |

### Agendorf
| Lage                             | Objekt             | Beschreibung                                             | Akten-Nr.    | Bild               |
| -------------------------------- | ------------------ | -------------------------------------------------------- | ------------ | ------------------ |
| Mitterfelser Straße 4 (Standort) | Gasthof Kinsachtal | stattlicher Bau mit Schopfwalmdach, Ende 18. Jahrhundert | D-2-78-190-4 | Gasthof Kinsachtal |

### Helmberg
| Lage                                                 | Objekt                 | Beschreibung | Akten-Nr.    | Bild           |
| ---------------------------------------------------- | ---------------------- | --- | ------------ | -------------- |
| Wolfsdrüssel 2; Helmberg 2; Riedstraße 13 (Standort) | Neues Schloss Steinach | Schlossanlage im Stil des Historismus, mit Nebengebäuden und Park, 1905–08 für August von Schmieder nach Plänen des Münchner Architekten Gabriel von Seidl errichtet, Parkgestaltung von Paul Lorenz, Hauptgebäude 1945 und 1955 in Teilen zerstört Erhaltene Teile des Hauptgebäudes, siebengeschossiger Turm mit Pyramidendach und Neurenaissancegliederung, ein- und zweigeschossige Tor- und Bedienstetenhäuser mit Walm- und Satteldächern, Terrassen- und Kelleranlagen; unteres Torhaus, zweigeschossiger und giebelständiger Satteldachbau mit neugotischer Blendarkatur und anschließendem eingeschossigem Traufseitbau, 1907 Ehemaliges Stall- und Garagengebäude, dreiflügeliger Walmdachbau, Mittelbau zweigeschossig mit Dreiecksgiebeln, Seitenflügel eingeschossig, 1907/08 Ehemaliges Gärtnerhaus, langgestreckter zweigeschossiger Schopfwalmdachbau, Zwerchgiebel mit Rundbogen, 1905–07 durch Umbau eines Vorgängerbaus Ehemaliges Forsthaus, eingeschossiger Satteldachbau mit Zwerchhaus, 1905 Parkanlage, Mischung aus Nutzgarten und Landschaftspark mit Weiher, Vogelhaus und Laubengang, Wegesystem mit Regenrinnen aus Donaukieseln | D-2-78-190-6 | weitere Bilder |

### Kapflberg
| Lage                   | Objekt                               | Beschreibung                                                 | Akten-Nr.    | Bild           |
| ---------------------- | ------------------------------------ | ------------------------------------------------------------ | ------------ | -------------- |
| Kapflberg 2 (Standort) | Katholische Filialkirche St. Stephan | im Kern 15. Jahrhundert, 1845 überarbeitet; mit Ausstattung. | D-2-78-190-7 | weitere Bilder |

### Münster
| Lage                       | Objekt                              | Beschreibung | Akten-Nr.     | Bild           |
| -------------------------- | ----------------------------------- | --- | ------------- | -------------- |
| Buchberg (Standort)        | Feldkapelle                         | 18. Jahrhundert; südlich des Dorfes. | D-2-78-190-11 | Feldkapelle    |
| Tassilostraße 6 (Standort) | Katholische Pfarrkirche             | (ehemals Stiftskirche) St. Tiburtius, dreischiffige romanische Basilika, Ende 12. Jahrhundert, Turm 1738 erhöht; mit Ausstattung; Friedhofstore, mittelalterlich; im Friedhof schmiedeeiserne Grabkreuze des 18./19. Jahrhunderts | D-2-78-190-9  | weitere Bilder |
| Tassilostraße 6 (Standort) | Katholische Filialkirche St. Martin | romanischer Bau des späten 12. Jahrhunderts, Turmgiebel spätgotisch, im 18. Jahrhundert barockisiert, jetzt Leichenhaus; mit Ausstattung.                                                                                         | D-2-78-190-8  | weitere Bilder |
| Tassilostraße 8 (Standort) | Pfarrhaus                           | spätgotischer Bau mit Erker, Wappenstein und Treppengiebel, um 1500; Ökonomiegebäude, verputzter Ziegelbau mit gewölbtem Stall, Stadel und Wagenremise, Ende 19. Jahrhundert.                                                     | D-2-78-190-10 | BW             |

### Pellham
| Lage                 | Objekt      | Beschreibung                                                                 | Akten-Nr.     | Bild        |
| -------------------- | ----------- | ---------------------------------------------------------------------------- | ------------- | ----------- |
| Pellham 4 (Standort) | Traidkasten | Hierzu Traidkasten mit Steilsatteldach, Blockbau, 2. Viertel 19. Jahrhundert | D-2-78-190-12 | Traidkasten |

### Wolferszell
| Lage                       | Objekt     | Beschreibung                                            | Akten-Nr.     | Bild       |
| -------------------------- | ---------- | ------------------------------------------------------- | ------------- | ---------- |
| Chamer Straße 1 (Standort) | Wegkapelle | 19. Jahrhundert; mit Totenbrett; am südlichen Ortsrand. | D-2-78-190-15 | Wegkapelle |